# Bart l'ours
Pour les articles homonymes, voir Bart.
Ne pas confondre avec son successeur Bart l'ours II (en), né en 2000
Bart l'ours (en anglais, Bart the Bear) est un ours kodiak né le 19 janvier 1977 à Baltimore (Maryland) et mort le 10 mai 2000 à Park City (Utah). 
Il est apparu dans de nombreux films hollywoodiens mais surtout dans L'Ours de Jean-Jacques Annaud en 1988, et dans Croc-Blanc en 1991.

## Biographie
Né en 1977, il est acheté à l'âge de trois ans par le dresseur Doug Seus. En parallèle de ses nombreuses contributions au cinéma, Bart devient l'ambassadeur de l'organisation Vital Ground (en) qui s'occupe d'acheter des terrains pour y héberger des espèces en voie de disparition. Il meurt d'un cancer le 10 mai 2000.

## Filmographie

### Cinéma
- 1980 : Windwalker
- 1986 : Le Clan de la caverne des ours (The Clan of the Cave Bear)
- 1988 : Tranquille est le fleuve (The Great Outdoors)
- 1988 : L'Ours
- 1991 : Croc-Blanc (White Fang)
- 1991 : The Giant of Thunder Mountain
- 1993 : L'Incroyable Voyage (Homeward Bound: The Incredible Journey)
- 1994 : Terrain miné (On Deadly Ground)
- 1994 : Légendes d'automne (Legends of the Fall)
- 1996 : L'Armée des douze singes
- 1997 : Walking Thunder
- 1997 : À couteaux tirés (The Edge)
- 1998 : Meet the Deedles

### Télévision

#### Téléfilms
- 1990 : Lost in the Barrens

#### Séries télévisées
- 1990 : L'Équipée du Poney Express
- 1996 : Lonesome Dove : Les Jeunes Années